# Inteligência competitiva
Para Vidigal (2016), a Inteligência Competitiva é um processo sistemático e ético de planejamento a partir de necessidades da Informação. Tais informações precisam ser categorizadas antes de serem coletadas, tratadas e analisadas para apoiar a tomada de decisão. "A inteligência competitiva tem seu desenvolvimento nos países com origem ou histórico de guerra" (VIDIGAL,2016). Essa característica é peculiar aos países que precisavam monitorar exércitos inimigos e seus territórios. Tais posicionamentos foram adaptados ao ambiente competitivo das empresas e práticas de mercado. 
Para Vidigal (2016), o uso da Inteligência Competitiva, pode permitir às organizações conhecer as diretrizes capazes de fomentar as suas vantagens competitivas sustentáveis, no sentido de direcionar-se à reorientação e promover a sobrevivência de empreendimentos no setor, buscando a diferenciação da concorrência.
De acordo com Patricia Canarim (2012), em plena Era da Informação ouvimos muito falar em Informação como ferramenta de estratégia para as empresas, e pouco sabemos o que é Inteligência Competitiva. A Inteligência Competitiva (IC), tem por objetivo a produção de informação para a tomada de decisões. A IC é exercida desde 1950 tanto no Japão como na Europa e teve sua origem na atividade de inteligência militar e de Estado, mas foi rapidamente adaptada às necessidades das organizações. No Brasil, a IC inicia-se nos anos 90 liderada por profissionais da informação do Instituto Nacional de Tecnologia (INT), ou seja, longe do meio empresarial, o INT é um órgão público federal, pertencente ao Ministério da Ciência e Tecnologia, mas na última década tem recebido relevância nas empresas brasileiras de grande porte.
A Inteligência Competitiva tem como meta a manutenção ou o aumento da competitividade das organizações a partir da produção de informação acionável de interesse de determinada empresa. Constitui processo informacional proativo e sistemático que visa identificar os personagens e forças que regem as atividades da organização, reduzir o risco e conduzir o tomador de decisão a melhor posicionar-se em seu ambiente.
A Inteligência Competitiva (IC) busca identificar tendências do mercado, desenvolver análises estratégicas, descobrir oportunidades e mapear riscos através de metodologias científicas.
A Inteligência Competitiva é o processo contínuo de monitoramento e análise estratégica dos cenários e conjunturas mercadológicas em que determinada empresa está inserida.
De acordo com Carlos Hilsdorf (2010),o objetivo da inteligência competitiva é ampliar as condições de competitividade de uma empresa, reorientando seu modelo de negócios, suas metas, planejamentos, etc. 

## Conceito
Inteligência Competitiva é a atividade de coletar, analisar e aplicar, legal e eticamente, informações relativas às capacidades, vulnerabilidades e intenções dos concorrentes, ao mesmo tempo monitorando o ambiente competitivo em geral. A definição de Zanasi (1998, p. 45) para sistema organizacional inteligente traz a essência da Inteligência Competitiva (IC) ao descrever esse sistema como elemento essencial para que as empresas possam: coletar informações do ambiente externo para entender as forças e fraquezas dos competidores; avaliar sua própria competitividade; prever as intenções dos competidores e as expectativas dos clientes e prever ações governamentais.
A Inteligência Competitiva trata de "[...] ler as entrelinhas do site do concorrente ou mesmo das informações tornadas públicas. Envolve também as conversas com os colegas em eventos, e, sobretudo, saber para onde olhar, o que perguntar e o que fazer com os dados que se descobrem" (STAUFFER, 2004, p. 5).
A maioria dos tomadores de decisão nas organizações trabalha com muitos dados em estado bruto, poucas informações baseadas em análises e quase nenhuma inteligência.
Um Sistema de Inteligência Competitiva busca transformar dados em informação e estes em inteligência.
Os dados são a base desta estrutura, por natureza são quantitativos, públicos e publicados. Segundo Garber (2001, p. 32) dados são "o elemento básico a partir do qual percebemos e registramos uma realidade".
A informação é o conjunto de dados analisados e organizados, sendo útil à tomada de decisão.
Já a inteligência fornece um grau de previsão das coisas que possam causar um impacto na organização. Ela é ativa, pois obriga algum tipo de atitude em resposta ao que foi recebido. Leonard Fuld (1994, p. 23) diz que, em sua descrição mais básica, inteligência é a "informação analisada". Ainda segundo o mesmo autor, "a inteligência - não a informação – ajuda um gerente a responder com táticas de mercado corretas ou decisões de longo prazo".
"Inteligência Competitiva é o processo sistemático que transforma pedaços e partes aleatórias de dados em conhecimento estratégico" (TYSON, 2002, p. 1-3).
Jacobiak define Inteligência Competitiva como a "atividade de gestão estratégica da informação que tem como objetivo permitir que os tomadores de decisão se antecipem às tendências dos mercados e à evolução da concorrência, detectem e avaliem ameaças e oportunidades que se apresentem em seu ambiente de negócio para definirem as ações ofensivas e defensivas mais adaptadas às estratégias de desenvolvimento da organização" (In: GOMES; BRAGA, 2001, p. 26).
Inteligência Competitiva (IC) é a Atividade de Inteligência aplicada ao mundo dos negócios.
Já Gomes e Braga (2001, p. 28) a definem como "o resultado da análise de dados e informações coletados do ambiente competitivo da empresa que irão embasar a tomada de decisão, pois gera recomendações que consideram eventos futuros e não somente relatórios para justificar decisões passadas".
Fleisher e Blenkhorn defendem que a Inteligência Competitiva é o processo pelo qual as organizações obtêm informações sobre concorrentes e o ambiente competitivo e, idealmente, as apliquem ao seu processo de tomada de decisões e planejamento, de forma a melhorar seu desempenho (2001, p. 4).
Segundo Miller (In: PRESCOTT; MILLER, 2002, p. 11) o objetivo da Inteligência Competitiva é o de gerar "informações que possam ser utilizadas para colocar a empresa na fronteira competitiva dos avanços".
Já Gary Costly diz que: "o maior resultado da Inteligência Competitiva é ela nos mostrar falhas internas decorrentes da força dos concorrentes" (In: PRESCOTT; MILLER, 2002, p. 11-12).
No âmbito empresarial, Inteligência competitiva é se antecipar às exigências do mercado. Isso é possível quando a empresa é gerida por meio de uma administração estratégica. Trata-se, portanto, de saber utilizar as informações sobre o mercado (cliente, concorrente, fornecedores)  de forma estratégica. ( Sebrae 2016)

## Ciclo da Inteligência Competitiva
O ciclo da IC se dá em 4 fases: planejamento, coleta, análise e disseminação.
1. O Planejamento é a etapa de estudo preliminar do problema na qual são estabelecidos os procedimentos necessários.
2. A coleta é o processo de obtenção de dados que serão transformados em informação.
3. A análise é a etapa em que a inteligência é gerada.
4. A disseminação é a última fase do ciclo: consiste na remessa de inteligência formalizada, apresentada de forma lógica e de fácil absorção para o usuário.

Uma confusão comum ocorre entre Inteligência Competitiva e Inteligência de Marketing. A inteligência de marketing tem como processo a produção de informação que colaboram e apoiam as decisões de marketing. Enquanto que a Inteligência Competitiva tem como premissa o auxilio às decisões estratégicas. (Patricia Canarim, 2012)

## Métodos
Nas últimas 2 décadas foram criados os conceitos de armazém de dados (data warehouse), mineração de dados (data mining), CRM (customer relationship management) e outros visando a obtenção, extração e análise de dados. Todos estes conceitos, de uma forma ou de outra, são focados quase que exclusivamente no tratamento ao cliente. Entretanto, o conhecimento dos concorrentes e do ambiente externo também é fundamental para o negócio e necessita ser mapeado, analisado e tratado. Esta é a base da inteligência competitiva: obter informações e utilizá-la de forma adequada para produzir um diferencial estratégico.
O uso correto e sistematizado das técnicas de aquisição, tratamento e análise dos dados com o foco no ambiente externo é a base da IC.